# 布扎依贡巴德
布扎依贡巴德/布扎伊贡巴德（直译：「老者的拱北」）是阿富汗东北部巴达赫尚省瓦罕县的一个地名，位于小帕米尔的 Bozai Darya河东岸，临近其与瓦赫吉尔河汇流成瓦罕河处。当地的主要居民是吉尔吉斯人和瓦罕人牧民，并建有拱北。布扎依贡巴德地处瓦罕走廊东部，与外界鲜有沟通。生活必需品主要通过来自巴基斯坦吉尔吉特-巴尔蒂斯坦的Chapursan、Misgar 谷地的商人获取。
帕米尔高原的严酷环境使得布扎依贡巴德一带一直人烟稀少。尽管当地有泥屋等建筑遗迹，也只能表示是近几百年所建；神庙和墓葬也带有较新的特征。当地还有一些小型要塞的痕迹，据说是由一位吉尔吉斯首领 Bozai 所建。
英俄大博弈时期，布扎依贡巴德曾发生过一起小型冲突。1891年，一支俄罗斯部队进入当地，与正在帕米尔地区执行任务的英国军官荣赫鹏遭遇，俄军命令他离开该地。后来俄方对此向英国道歉。